# سناء بنهمة
سناء بنهمة هي لاعبة بارالمبية وعداءة مغربية وُلدت في 9 يونيو 1982 مصابة بالعمى الخلقي، ومثلت المغرب في رياضة ألعاب القوى في دورة الألعاب البارالمبية الصيفية عام 2008 حيث أحرزت ثلاث ميداليات ذهبية في سباقات 100 متر للسيدات و200 متر للسيدات و400 متر للسيدات ضمن الفئة تي 13.

## المشاركات والميداليات
أختيرت سناء بنهمة في عام 2008 لتُشارك ضمن المنتخب المغربي لألعاب القوى لذوي الاحتياجات الخاصة في دورة الألعاب البارالمبية الصيفية 2008، والتي أقيمت في مدينة بكين بالصين، حيث شاركت في سباقات العدو السريع الثلاث بالإضافة إلى سابق الوثب الطويل. احتلت سناء بنهمة المركز الأول في سباقات العدو السريع، وتمكّنت من إحراز ثلاث ميداليات ذهبيّة، كانت أولها في سباق 400 متر للسيدات بعدما نجحت في إنهاء السباق في وقت قياسيّ بلغ 55.56 ثانية، ثُمّ فازت بالذهبيّة الثانية بعد يومين في سباق 200 متر للسيدات بعدما أنهت السباق متفوقة على أقرب منافسيها الفرنسية نانتينين كيتا بأكثر من نصف ثانية، وكانت على موعد مع الميدالية الذهبية الثالثة في سباق 100 متر للسيدات بعدما أنهت السباق في زمن قدره 12.38 ثانية لكي تتأهل للدور النهائي حيث سجّلت رقمًا قياسيًا عالميًا جديدًا بعدما استطاعت إنهاء السباق في وقت قياسي بلغ 12.28 ثانية، بينما احتلت المركز السادس في سباق الوثب الطويل بعدما وصلت إلى دور الثمانية ثُمّ انسحبت قبل إنهاء القفزتين المتبقيتين.
وفي عام 2011 شاركت سناء بنهمة في بطولة العالم لألعاب القوى لذوي الاحتياجات الخاصة 2011 التي أقيمت في مدينة كريستشيرش بنيوزيلندا، وحصلت على ثلاث ميداليات في سباقات العدو السريع كانت أولها الميدالية الفضية التي حصلت عليها في سباق 100 متر للسيدات بعدما تغلبت على لاعبة جنوب أفريقيا إلسي هاي، ثُم حصلت على الميدالية الفضية الثانية في سباق 200 متر للسيدات بعدما تغلبت على اللاعبة الكوبية أومارا دوراند، وحصلت بعد ذلك على الميدالية البرونزية في سباق 400 متر للسيدات.
توقفت سناء بنهمة عن المشاركة في البطولات الرياضية في اللعبة في عام 2012 بسبب حملها وولادتها لإبنها، ولكنها عادت في العام التالي لتشارك في   بطولة العالم لألعاب القوى لذوي الاحتياجات الخاصة لعام 2013 التي أقيمت في مدينة ليون بفرنسا، وتحرز ثلاث ميداليات. ويوضح الجدول التالي أهم المُسابقات والبطولات التي شاركت فيها سناء بنهمة، وأبرز الميداليات والألقاب التي حققتها في البطولات والمسابقات المختلفة: 
| العام | المسابقة                                              | المكان                  | المنافسات                        | الترتيب/الميدالية                   | ملاحظات                               |
| ----- | ----------------------------------------------------- | ----------------------- | -------------------------------- | ----------------------------------- | ------------------------------------- |
| 2008  | دورة الألعاب البارالمبية الصيفية 2008                 | بكين، الصين             | سباق 100 متر - عدو سريع للسيدات  | المركز الأول (الميدالية الذهبية)    | أنهت السباق في مدة بلغت 12.28 ثانية   |
| 2008  | دورة الألعاب البارالمبية الصيفية 2008                 | بكين، الصين             | سباق 200 متر - عدو سريع للسيدات  | المركز الأول (الميدالية الذهبية)    |                                       |
| 2008  | دورة الألعاب البارالمبية الصيفية 2008                 | بكين، الصين             | سباق 400 متر - عدو سريع للسيدات  | المركز الأول (الميدالية الذهبية)    | أنهت السباق في مدة بلغت 55.56 ثانية   |
| 2008  | دورة الألعاب البارالمبية الصيفية 2008                 | بكين، الصين             | سباق الوثب الطويل للسيدات        |                                     | وصلت لدور الثمانية ثم انسحبت          |
| 2011  | بطولة العالم لألعاب القوى لذوي الاحتياجات الخاصة 2011 | كريستشيرش، نيوزيلندا    | سباق 100 متر - عدو سريع للسيدات  | المركز الثاني (الميدالية الفضية)    |                                       |
| 2011  | بطولة العالم لألعاب القوى لذوي الاحتياجات الخاصة 2011 | كريستشيرش، نيوزيلندا    | سباق 200 متر - عدو سريع للسيدات  | المركز الثاني (الميدالية الفضية)    |                                       |
| 2011  | بطولة العالم لألعاب القوى لذوي الاحتياجات الخاصة 2011 | كريستشيرش، نيوزيلندا    | سباق 400 متر - عدو سريع للسيدات  | المركز الثالث (الميدالية البرونزية) |                                       |
| 2013  | بطولة العالم لألعاب القوى لذوي الاحتياجات الخاصة 2013 | ليون، فرنسا             | سباق 200 متر - عدو سريع للسيدات  | المركز الأول (الميدالية الذهبية)    |                                       |
| 2013  | بطولة العالم لألعاب القوى لذوي الاحتياجات الخاصة 2013 | ليون، فرنسا             | سباق الوثب الطويل للسيدات        | المركز الثاني (الميدالية الفضية)    | [ 6 ]                                 |
| 2013  | بطولة العالم لألعاب القوى لذوي الاحتياجات الخاصة 2013 | ليون، فرنسا             | سباق 100 متر - عدو سريع للسيدات  | المركز الثالث (الميدالية البرونزية) |                                       |
| 2015  | بطولة العالم لألعاب القوى لذوي الاحتياجات الخاصة 2015 | الدوحة، قطر             | سباق 200 متر - عدو سريع للسيدات  | المركز الثالث (الميدالية البرونزية) | أنهت السباق في زمن قدره 26,35 ثانية   |
| 2015  | بطولة العالم لألعاب القوى لذوي الاحتياجات الخاصة 2015 | الدوحة، قطر             | سباق 400 متر - عدو سريع للسيدات  | المركز الثالث (الميدالية البرونزية) | أنهت السباق في زمن قدره 26,35 ثانية   |
| 2016  | دورة الألعاب البارالمبية الصيفية 2016                 | ريو دي جانيرو، البرازيل | سباق 400 متر - عدو سريع للسيدات  |                                     |                                       |
| 2016  | دورة الألعاب البارالمبية الصيفية 2016                 | ريو دي جانيرو، البرازيل | سباق 100 متر - عدو سريع للسيدات  |                                     | [ 9 ]                                 |
| 2017  | بطولة العالم لألعاب القوى لذوي الاحتياجات الخاصة 2017 | لندن، المملكة المتحدة   | سباق 1500 متر - عدو سريع للسيدات | المركز الأول (الميدالية الذهبية)    | أنهت السباق في زمن قدره 4:40:40 دقيقة |
| 2017  | بطولة العالم لألعاب القوى لذوي الاحتياجات الخاصة 2017 | لندن، المملكة المتحدة   | سباق 400 متر - عدو سريع للسيدات  | المركز الثاني (الميدالية الفضية)    | [ 11 ]                                |